# Wilwa
Die Wilwa (russisch Ви́льва; Komi новая вода) ist ein linker Nebenfluss der Uswa im Flusssystem der Kama in der russischen Region Perm.
Die Wilwa entspringt im westlichen Vorland des Mittleren Urals. Sie fließt in westlicher und südwestlicher Richtung und mündet im Stadtgebiet von Tschussowoi in die Uswa, 4 km oberhalb deren Mündung in die Tschussowaja. Die Wilwa hat eine Länge von 170 km. Ihr Einzugsgebiet umfasst 3020 km². Am Flusslauf der Wilwa liegt die Kleinstadt Gremjatschinsk, ein Zentrum der Steinkohleförderung. Wichtigste Nebenflüsse der Wilwa sind von links Wischai, sowie von rechts Sewernaja Rassocha, Bolschaja Mjasnaja, Korostelewka, Bolschaja Poroschnjaja und Tantschicha.
Der Flussname leitet sich von den Komi-Permjakischen Begriffen vil („neu“) und va („Wasser“) ab.